# Першин, Григорий Николаевич
Григорий Николаевич Першин (5 февраля 1908, Еремкино, Владимирская губерния — 1989, Москва) — советский фармаколог, член-корреспондент АМН СССР (1961).

## Биография
Родился 5 февраля 1908 года в деревне Ерёмкино (ныне — в Палехском районе Ивановской области). Член КПСС с 1951 года.
В 1929 году окончил медицинский факультет 2-го Московского университета. С 1932 года — научный сотрудник Всесоюзного научно-исследовательского химико-фармацевтического института им. Серго Орджоникидзе.
С 24 июня 1941 по 4 декабря 1945 служил в Красной Армии; участник Великой Отечественной войны, майор медицинской службы.
После войны — руководитель лаборатории химиотерапии инфекционных заболеваний (с 1947), заместитель директора по научной работе ВНИХФИ (1951—1971), глава Фармакологического комитета Министерства здравоохранения СССР (1953—1974).
За разработку и внедрение нового способа лечения бациллярной дизентерии был в составе коллектива удостоен Сталинской премии за выдающиеся изобретения в области медицины 1951 года.
Скончался 2 января 1989 года. Похоронен в Москве на Ваганьковском кладбище (закрытый колумбарий, секция 55).

## Награды
- Орден Трудового Красного Знамени
- Орден Красной Звезды (23.05.1945)[6]
- Орден Дружбы Народов
- два ордена «Знак Почёта»
- Медаль «За боевые заслуги» (5.10.1943)[7]
- Сталинская премия 3-й степени (1951).